# Garrigues (Hérault)
Garrigues é uma comuna francesa na região administrativa de Occitânia, no departamento de Hérault. Estende-se por uma área de 4,92 km². Em 2010 a comuna tinha 195 habitantes (densidade: 39,6 hab./km²).